# Mica Pinto
Michael „Mica“ Gonçalves Pinto (* 4. Juni 1993 in Diekirch) ist ein luxemburgisch-portugiesischer Fußballspieler, der bei ZSKA Sofia in Bulgarien unter Vertrag steht.

## Karriere

### Verein
Von seinem Heimatverein Young Boys Diekirch wechselte er über den französischen Verein FC Metz weiter in die Jugendabteilung von Sporting Lissabon. Dort konnte er mit der U-18 des Klubs 2011 die portugiesische Meisterschaft gewinnen. Ab 2012 spielte er dann vier Jahre für die Reservemannschaft Sportings mit einer zwischenzeitlichen Ausleihe zum spanischen Drittligisten Recreativo Huelva. 2016 nahm ihn dann Belenenses SAD unter Vertrag, verlieh ihn aber ein halbes Jahr später weiter an União Madeira.
Anfang 2018 folgte der Wechsel in die Niederlande zum damaligen Zweitligisten Fortuna Sittard und es folgte der sofortige Aufstieg in die Eredivisie. Pinto erzielte dabei in 14 Partien einen Treffer, diesen erzielte er beim 3:0-Heimsieg gegen Helmond Sport. In der Winterpause der Saison 2019/20 wurde er dann vom Ligarivalen Sparta Rotterdam fest verpflichtet. 
Die Saison 2023/24 stand Pinto beim Ligarivalen Vitesse Arnheim unter Vertrag. Dort absolvierte er 23 Erstligapartien, schoss dabei einen Treffer und stieg als Tabellenletzter in die Eerste Divisie ab. Anschließend wechselte er weiter zum bulgarischen Rekordmeister ZSKA Sofia.

### Nationalmannschaft
2013 absolvierte Pinto sieben Partien für die portugiesische U-20-Auswahl, davon vier bei der U-20-Weltmeisterschaft 2013 in der Türkei. Im Oktober 2020 wurde er erstmals von Nationaltrainer Luc Holtz für den Kader der luxemburgischen A-Nationalmannschaft nominiert. Am 7. Oktober 2020 debütierte er bei der 1:2-Niederlage gegen Liechtenstein.

## Erfolge
- Portugiesischer U-18-Meister: 2011